# Nemania immersidiscus
Nemania immersidiscus är en svampart som beskrevs av Van der Gucht, Y.M. Ju & J.D. Rogers 1995. Nemania immersidiscus ingår i släktet Nemania och familjen kolkärnsvampar.   Inga underarter finns listade i Catalogue of Life.